# Емилиян Гацов
Емилиян Гацов – Елби е български композитор, автор на музика към театрални и танцови представления, игрални и документални филми.

## Биография
В началото на 2000-те Емилиян Гацов е активен участник в софийската експериментална електронна сцена. Изучава философия в Софийски университет. Първото представление, за което композира музика, е „Войцек“ в ДТ „Стефан Киров“ – Сливен под режисурата на Боян Славов, последвано от „Ромео и Жулиета“ с Галин Стоев и „Свекърва“ с Мариус Куркински.

## Музика за сцена

### 2022
- „Лулу“ – Ф. Ведекинд, реж. Крис Шарков, театър „София“
- Waste! – Джанина Карбунариу, Schauspiel Stuttgart
- „Жажда“ – радиопиеса по книгата на Захари Карабашлиев, реж. Василена Радева, Радиотеатър на БНР

### 2021
- „Галерия Стриндберг“ – реж. Крис Шарков, театър „Азарян“
- „Вярно с оригинала“ – представление на Галина Борисова, галерия „Етюд“
- „Всички малки светлини“ – Джейн Ъптън, реж. Стоян Радев, театър „Азарян“
- „Опакован аудиогид“ – аудиоразходка/пърформанс, посветена на творчеството на Кристо и Жн-Клод, от Мигел Валентин и Мартина Новакова, реж. Василена Радева, Софийска градска художествена галерия
- „Ива е онлайн“ – моноспектакъл на Ива Тодорова, реж. Стоян Радев, Театър 199
- „Das Wandelnde Museum“ – интерактивен пърформанс на медийния колектив Ligna, Bode-Museum, Берлин
- „Демони“ – Л. Нурен, реж. Крис Шарков, театрално сдружение Енсо, театър Азарян
- „В почит към Мърс Кънингам“ – танцово представление на Паула Розолен (Германия), фестивал Антистатик, САМСИ / Platforma Festival – Клайпеда, Литва
- „Аристократите“ – Заша Мария Залцман, реж, Гергана Димитрова, Про Текст/36 Маймуни, театър „Възраждане“
- „Двубой“ – Иван Вазов, реж. Мариус Куркински, НТ „Иван Вазов“
- „Силвия 33“ – моноспектакъл на Силвия Станоева, галерия „Етюд“
- „Активно вещество“ – представление на Диа Мантова по книгата на Есме Уанг „Събрани есета за шизофренията“, реж. Стефан Прохоров, сцена Дерида, София
- „Нощта на покера“ – Тенеси Уилямс, реж. Касиел Ноа Ашер, театър „Азарян“

### 2020
- „Серотонин“ – М. Уелбек, реж. Крис Шарков, Exodus Art/ театър „Азарян“
- „Dissemination Everywhere!“ – радиобалет на медийния колектив Ligna и 13 хореографа, Tanz im August / HAU Hebbel am Ufer, Künstlerhaus Mousonturm, Zurich/Berlin/Frankfurt
- 5 стихотворения от български поети в изпълнение на Мариус Куркински, интернет видео проект
- „Kусусан“ – аудио пиеса на Райна Маркова, реж. Веселин Димов, театрална компания „Момо“
- „Тяло, хвърлено под ъгъл към хоризонта“ – по книгата на Петя Накова „Годината на осемте химии“, реж. Василена Радева, театър „Азарян“

### 2019
- „Мариус 50“ – сборен моноспектакъл на Мариус Куркински, ПК „Ажур Пико“
- „A Better Life“ – представление на Brain Store Project, (България) и MS Schrittmacher (Германия), сцена ДНК София/ English Theatre Berlin
- „Сън в лятна нощ“ – У. Шекспир, реж. Елена Панайотова, Университетски театър на НБУ
- „Re:Logia“ – цялостен звуков дизайн на форума за наука, изкуство и технологии
- „Nonument“ – интерактивен пърформанс на връх Бузлуджа с медиен колектив Ligna (Германия) и Информбюро (България)
- „Soft Things“ – танцово представление на Ива Свещарова и Розе Беерман, Uferstudios Berlin
- „Caged“ – танцово представление на Пансън Ким (Южна Корея), Gaya Dance Company, Пловдив / Сеул
- „Най-бързият часовник на вселената“ – Филип Ридли, реж. Стайко Мурджев, Театър 199
- „Любовникът“ – Харолд Пинтър, реж. Деян Донков, НТ „Иван Вазов“
- „Зимна приказка“ – У. Шекспир, реж. Петър Тодоров, Столичен Куклен Театър

### 2018
- „Това е всичко“ – представление на Галина Борисова, Галерия Етюд
- „Ние, врабчетата“ – Й. Радичков, реж. Елена Панайотова, Университетски театър на НБУ
- „Направени за щастие“ – представление на Brain Store Project, сцена ДНК
- „Август, 1980“ – кратък филм на Явор Веселинов
- „Съвършено розово“ – представление на Ива Свещарова и Виолета Витанова, сцена ДНК
- „Изход“ – Йоана Мирчева, реж. Гергана Димитрова, Университетски театър на НБУ

### 2017
- „Танцът Делхи“ – Иван Вирипаев, реж. Галин Стоев, Народен театър „Иван Вазов“
- „Rausch und Zorn. Studien zum autoritären Charakter“ – спектакъл на компания Ligna и ИнформБюро. Франкфурт, Mousonturm
- „Едип цар“ – ателие организирано от НБУ
- „Shamebox“ – представление на Brain Store Project, сцена ДНК

### 2016
- „Черното пиле“ – моноспектакъл на Мариус Куркински, ПК „Ажур Пико“
- „Дисонанс за двама артисти“ – представление на Нейтън Купър и Богдана Котарева, реж. Василена Радева, Panic Button Theatre, ДНК
- Танц симулация"- Кратки представления за един зрител на Ива Свещарова и Вили Прагер, Мобилни Студиа Радомир/Самоков/Ихтиман
- „Синята птица“ – Морис Метерлинк, реж. Мариус Куркински, Народен театър „Иван Вазов“

### 2015
- „Изкуството на комедията“ – Едуардо де Филипо, реж. Мариус Куркински, „Малък градски театър зад канала“
- „Neon“ – танцово представление на Garage Collective, Дерида Денс Център/НБУ
- „Синята птица“ – Морис Метерлинк, реж. Бенита Примо, Драматично-куклен театър Враца
- „Ние сме вечни“ – Кирил Буховски, реж. Василена Радева, театър „София“
- „Театър, любов моя“ – Валери Петров, реж. Касиел Ноа Ашер, Театър 199 – София (номинация от Съюза на артистите „Икар“ '2015 за театрална музика)
- „Balkan Dance Reality Show“ – представление на Brain Store Project, Червената къща София, Etape Danse Ним/Потсдам
- „Юбилей“ по А. П. Чехов, моноспектакъл на Мариус Куркински, ПК „Ажур Пико“

### 2014
- „Bright“ – инсталация в тъмното с Християн Бакалов, KaaiStudios/Workspace Brussels, Брюксел
- „Саломе“ – танцов спектакъл на Мирослав Йорданов, Kinesthetic Project /фестивал Вертиго – Варна
- „Sequel to the Future“ – представление на Вили Прагер и Соня Преград (HR), Jardin d'Europe/ HZT Berlin
- „Secret Radio“ – продукция на компания Ligna (Германия), Информбюро и Гьоте институт – София
- „Сънят на смешния човек“ по Ф. Достоевски, моноспектакъл на Мариус Куркински, ПК „Ажур Пико“

### 2013
- „Bright“ – танцов спектакъл/инсталация на Християн Бакалов, „Фабрика 126“, София
- „Fest“ – представление на Иво Димчев, Kaaitheater / Frascati Producties / Impulstanz / Volksroom Brussels
- „A Dance in 2044“ – представление на Вили Прагер и Соня Преград (HR), Jardin d'Europe
- „Audiopriroda“ – проект за открито пространство на Информбюро
- „Женско царство“ – Ст. Л. Костов, реж. Мариус Куркински, театър „Иван Димов“ – Хасково

### 2012
- „That's It“ – представление на Сабине Моленар, Sandman Productions / Les Brigittines, Брюксел
- „Victory Day“ – представление на Вили Прагер, Tanztage, HZT Берлин
- „Клер, Мадам, Соланж“ – по текстове на Ж. Жьоне и Ж. Батай, реж. Касиел Ноа Ашер, Червената къща, София
- „Невинните“ – радиопиеса, Т. Димова, реж. Стилиян Петров, радиотеатър на БНР
- „Дневникът на Дракула“, танцов спектакъл на Мила Искренова, балет „Арабеск“

### 2011
- „Emotional Snapshots“ – уъркшоп в рамките на международния симпозиум за електронни изкуства ISEA2011 – Истанбул
- „Ревизор“ – Н. В. Гогол, реж. Мариус Куркински, Народен театър „Иван Вазов“
- „Животът, макар и кратък“ – Ст. Стратиев, реж. Василена Радева, Сатиричен театър „Алеко Константинов“
- „I-On“ – представление на Иво Димчев със скулптурите на Франц Вест, Volksroom Брюксел (звуков дизайн на живо)
- „Под контрол“ – Фр. Зонтаг, реж. Младен Алексиев, „Малък градски театър зад канала“

### 2010
- „Български разкази“ – представление на Мариус Куркински, продуцентска къща „Артишок“
- „Express Fight Club“ – музика и звуков дизайн към уъркшопа на Post Theater, DA Fest, НХА - София
- NOMAD LAB Резиденция – Монтемор-О-Ново, Португалия
- „Отворена брачна двойка“ – Дарио Фо, реж. Мариус Куркински, „Театър 199“, София

### 2009
- „The End“ – представление на Мала Клине, Bunker – Словения, Stara Elektrarna, Любляна
- „Be Betwixt“ – международен проект на OisNotAcCompany за Линц'09 – Европейска културна столица, Линц
- „Noetic“ – танцов спектакъл на Милен Петров за Нов български университет
- „За вредата от тютюна и други шеги“ – по А. Чехов, реж. Елена Панайотова, ДТ „Сълза и смях“, София
- „Reverb“, танцов спектакъл на Ст. Генадиев и В. Витанова за балет „Арабеск“
- „Лице срещу лице“ – радиопиеса по сценария на И. Бергман, реж. Стилиян Петров, радиотеатър на БНР

### 2008
- „Замлъкване“ – по мотиви от филма на И.Бергман „Персона“, реж. Елена Панайотова, ТР „Сфумато“, София (номинация от Съюза на артистите „Икар“ '2009 за театрална музика)
- Музика за интернет проект на списание Amica - „Такава, каквато съм“
- „Опасни игри“ – А.Мардан, реж. Елена Панайотова, ДСТ „Алеко Константинов“, 2008
- „Укротяване на опърничавата“ – У. Шекспир, реж. Мариус Куркински, ДСТ „Алеко Константинов“, София
- „Приказка за пещерата“ – радиопиеса на Д. Кабаков, реж. Стилиян Петров, радиотеатър на БНР
- „Spanking: Портрет 1“, моноспектакъл на Теодор Котов, реж. Юлиана Сайска, „Червената къща“, София
- „2am City Lights“, албум за лейбъла Mahorka

### 2007
- „В ледовете“ – по романите на Димитър Димов и Теодора Димова, реж. Стилиян Петров, МТ „Николай Бинев“, София
- „Време да обичаш, време да умреш“ – Фриц Катер, реж. Гергана Димитрова, ДТ „Стоян Бъчваров“ – Варна

### 2006
- „Сътресение“ – Н. Хайтов, моноспектакъл на Мариус Куркински, ДТ „Н. Масалитинов“, Пловдив (със солисти на ансамбъл „Тракия“)
- „Кървава Сватба“ – Ф. Г. Лорка, реж. Мариус Куркински, ДТ „Н. Масалитинов“, Пловдив
- „Краят на пътуването“ – радиопиеса на А. Гоци, реж. Стилиян Петров, радиотеатър на БНР Официална селекция на междунар. радио и тв фестивал Premios Ondas – Барселона, 2006
- „Невинните“ – по романа на Теодора Димова, реж. Стилиян Петров, „Театър 199“, София
- „Час преди полунощ“ – спектакъл на Юлиана Сайска, Червената къща – София
- „Нощта отвътре“ – реж. Стилиян Петров, ДСТ „Алеко Константинов“, София

### 2005
- „Обругаване на публиката“ – П. Хандке, реж. Веселин Димов, Червената къща – София
- „Почитане на свещения покровител“ – спектакъл за Дни на тракийската култура – Казанлък, хореография Маргарита Градечлиева
- „Части от цялото“ – радиопиеса по текстове на Й. Радичков, реж. Стилиян Петров, радиотеатър на БНР
- "Психоза 4:48 " – Сара Кейн, реж. Десислава Шпатова, фестивал „Варненско лято“ и ТР „Сфумато“, София (награда „Икар“ на САБ за най-добра музика към театрално представление през 2006)
- „Жорж Данден“ – Ж.-Б. Молиер, реж. София Ристевска, ДТ „С. Бъчваров“ – Варна
- „Детеубийство“ – П. Турини, реж. Деляна Манева, „Червената къща“, София
- „Части от цялото“ – по текстове на Й. Радичков, реж. Стилиян Петров, ДСТ „Алеко Константинов“, София (номинация за награда „Икар“ на САБ за най-добра музика към театрално представление през 2005)

### 2004
- Ambient фестивал „Нямо кино и експериментална музика на живо“, Дом на киното, София, 2004, 2005 и 2011
- „Stitch/Бод“, танцово представление на Алан Гууд (САЩ), ТР „Сфумато“, София / фестивал „Идеалът“ – Пловдив
- „Господин Колперт“ – Д. Гизелман, реж. Боян Славов, Театър „Любомир Кабакчиев“, Казанлък

### 2003
- „Свекърва“ – А. Страшимиров, реж. Мариус Куркински, ДТ „Н. Масалитинов“, Пловдив (награда на фондация „Аскеер“ за представление на годината през 2004)
- Концерт за серията „Camera Electronica“, „Арт-хостел“ София
- „Балканът не е мъртъв“ – Д. Дуковски, реж. София Ристевска, Театър „Любомир Кабакчиев“, Казанлък (номинация на фондация „Аскеер“ за най-добра музика към театрално представление през 2004)
- „Ромео и Жулиета“ – У.Шекспир, реж. Галин Стоев, ДТ „Н. Масалитинов“, Пловдив
- „Кислород“ – И.Вирипаев, реж. Галин Стоев, „Театър 199“, София

### 2002
- „Ивона, принцесата на Бургунда“ – В. Гомбрович, реж. Боян Славов, Театър „Любомир Кабакчиев“, Казанлък

### 2001
- „Войцек“ – Г. Бюхнер, реж. Боян Славов, ДТ „Стефан Киров“, Сливен
- „Доказателството“ – Д. Обърн, реж. Галин Стоев, „Театър 199“, София

## Музика за филми
- „Чакащи артисти“ – документален филм на Борислав Колев, Прожектор, 2020
- „Следващото поколение“ – документален филм на Ния Александрова и Айелет Хелер, Dreams Industry (BG)/TTV (Израел), 2019
- „L'Immeuble des Braves“ – кратък филм на Божина Панайотова, STANK & ANDOLFI, Франция, 2018
- „Мост“ – късометражен филм на Явор Веселинов, Гала филм, 2018
- „Je Vois Rouge/I See Red People“ – филм на Божина Панайотова, STANK & ANDOLFI, Франция, 2018
- „LaChapelle: Revolution“ – документален филм на Георги Тошев и Явор Веселинов, Arto+, 2016
- „Звярът е още жив“ – филм на Мина Милева и Весела Казакова, Activist 38, 2016
- „Поглед към звездите“ – документален филм на Христина Вардева, Terra Vision, 2016
- „София – 100 години столица на българското кино“ – документален филм на Явор Веселинов, Гала Филм, 2016
- „Abba, P.S.“ – документален филм на Георги Тошев, Shortcut Productions, 2014
- „Епопея на забравените“, „Смехът на Елин Пелин“, „Ангел“ – филми от поредицата „НепознатиТе“, Георги Тошев/Явор Веселинов/, ShortCut Productions за BTV, 2013
- „Чичо Тони, тримата глупаци и ДС“ – документален филм на Мина Милева и Весела Казакова / Activist38 Productions, 2014
- „That's It“ – танцов филм на Lisa de Boeck и Sabine Molenaar, Sandman/Memymom, Брюксел, 2013
- „Заради мама“ – анимационен филм на Антоанета Четрафилова / Activist38 Productions, 2013
- „Седем дни“ – късометражен филм на Наталия Новачкова, 2013
- „Последна есен“ – анимационен филм на София Илиева, 2012
- „Beyond All Doubt on Earth“ – късометражен филм на Явор Веселинов, 2009
- „Pas de 2 with a Swimming Hat“, танцов филм на Brain Store Project, 2008
- „The Trip“ – късометражен филм на Явор Веселинов, 2007